# Serguéi Riabkov
Sergei Alexeyevich Ryabkov (en ruso: Сергей Алексеевич Рябков) (nacido el 8 de julio de 1960) es un político ruso, que actualmente ocupa el cargo de viceministro de Asuntos Exteriores de la Federación Rusa desde 2008.

## Primeros años y educación
Ryabkov nació en Leningrado en 1960. A los 22 años, en 1982, se graduó en el Instituto Estatal de Relaciones Internacionales de Moscú. Tras su graduación, se incorporó inmediatamente al Ministerio de Asuntos Exteriores de Rusia.

## Carrera política

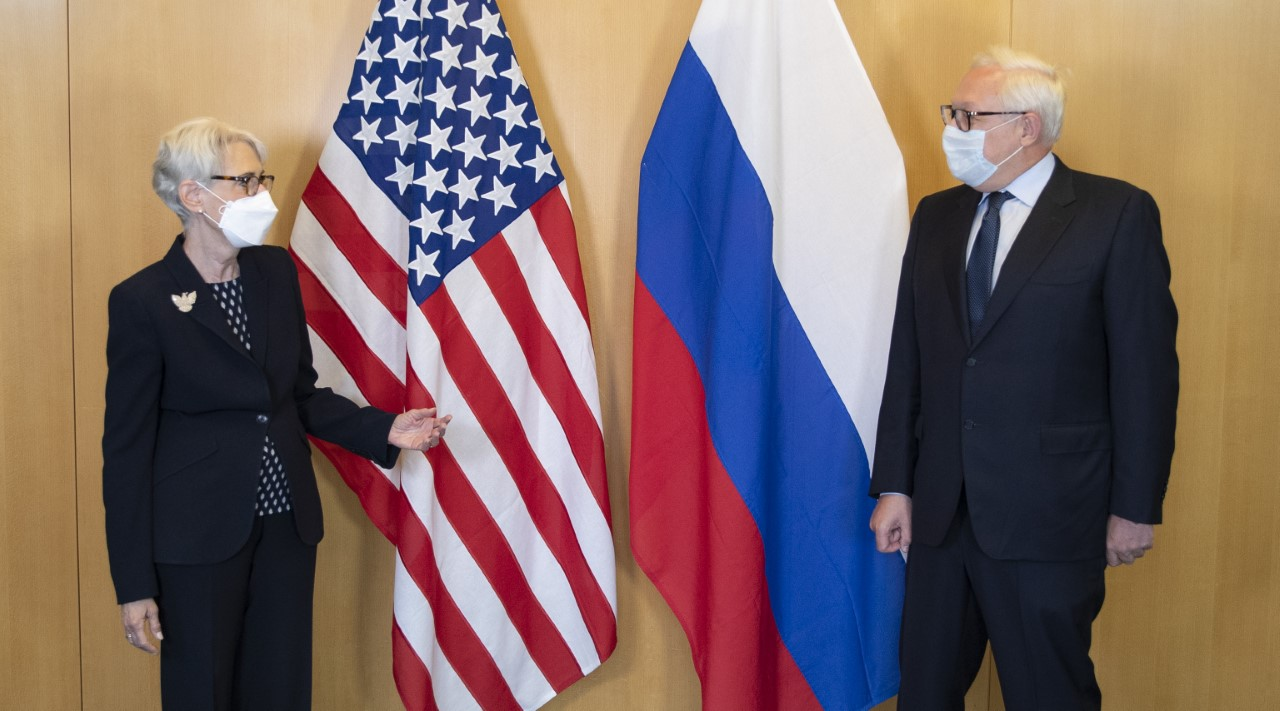
Ryabkov se reúne con la Vicesecretaria de Estado estadounidense Wendy Sherman en Ginebra el 28 de julio de 2021

En 1995, trabajó en el Departamento de Cooperación Europea del Ministerio de Asuntos Exteriores. En 2002, trabajó como consejero en la Embajada de Rusia en Washington D. C.
En 2006, regresó a Moscú y fue nombrado jefe de su antiguo departamento (el Departamento de Cooperación Europea). En 2008 fue designado Viceministro de Asuntos Exteriores.
El 28 de diciembre de 2021, Estados Unidos y Rusia anunciaron que se celebrarían conversaciones bilaterales en Ginebra el 10 de enero de 2022, para debatir las preocupaciones sobre su respectiva actividad militar y hacer frente a las tensiones crecientes sobre Ucrania. Las conversaciones fueron dirigidas por Ryabkov y Subsecretaria de Estado de Estados Unidos, Wendy Sherman. Ryabkov dijo que «Rusia no tiene ninguna intención de atacar, montar una ofensiva o invadir Ucrania». Preguntado sobre la posibilidad de un despliegue militar ruso en Cuba o Venezuela, Ryabkov dijo que «todo depende de las acciones de nuestros homólogos estadounidenses».

## Vida personal
Ryabkov habla inglés con fluidez y concede con frecuencia entrevistas a medios de comunicación de habla inglesa. Ryabkov, por ejemplo, aparece a menudo en el canal RT. También habla en nombre del Ministerio de Asuntos Exteriores para comentar las negociaciones nucleares y de desarme, en concreto, el tratado New START.
Está casado y tiene dos hijos.